# Âne en Tunisie
Vous lisez un « bon article » labellisé en 2019.
L'âne en Tunisie est historiquement un animal de travail, déjà présent à Carthage dans l'Antiquité, et très répandu à la fin du XIXe siècle. Il est mis à contribution pour une foule de tâches domestiques, liées aux besoins de déplacement, au portage de l'eau et à l'agriculture, plus particulièrement à la culture et au pressage des olives. La motorisation des modes de transport en a considérablement réduit les effectifs, qui sont divisés par deux entre 1996 et 2006, avec 123 000 têtes dénombrées en 2006. Dans les régions rurales, l'usage de l'âne est désormais cantonné à de petits travaux agricoles spécialisés, tels que la cueillette des olives. La consommation de sa viande a toujours été controversée, la tradition islamique la considérant comme interdite. L'Association pour la culture et les arts méditerranéens (ACAM) estime en 2010 que l'âne est menacé d'extinction en Tunisie.
L'âne est culturellement dévalorisé, son nom étant souvent utilisé comme une insulte en arabe tunisien. Il a également inspiré des œuvres littéraires telles que La Dispute de l'âne d'Anselm Turmeda (1417), et des contes populaires.

## Histoire

### Préhistoire et Antiquité
L'âne (Equus asinus) a toujours fait partie du paysage rural de l'Afrique du Nord. Cependant, l'origine des ânes domestiques du Maghreb est controversée. D'après la théorie soutenue notamment dans l'Encyclopédie berbère, l'espèce domestique n'est pas originaire de cette région, et est issue de l'Âne sauvage d'Afrique (E. africanus), dont le berceau est l'Afrique de l'Est. D'après la théorie de Colin Groves (1986), une sous-espèce d'ânes sauvages nord-africains (E. a. atlanticus (en)) a survécu jusqu'aux premiers siècles ap. J.-C., mais sa domestication éventuelle n'est pas connue, et semble peu probable, : cette sous-espèce éventuelle n'a pas de restes archéologiques, et n'est connue que par des représentations. Originaire du massif de l'Atlas, E. a. atlanticus s'éteint vers l'an 300. Dans tous les cas, la domestication de l'âne s'est produite en Afrique, sa plus ancienne preuve d'utilisation remontant à la culture de Maadi-Bouto, en Égypte, au IVe millénaire av. J.-C.. L'histoire de l'âne en Afrique est notoirement difficile à étudier car, bien que l'espèce soit largement utilisée, elle fait l'objet d'assez peu d'écrits, aucun plan de développement ou d'amélioration concerté ne lui est dédié, et l'âne n'a que peu de restes archéologiques. Les restes manquent pour documenter son histoire dans le Sahara tunisien. Les premiers ânes domestiques, originaires de régions arides ou sub-arides, sont très sensibles à l'humidité.
Des gravures rupestres représentent des ânes dans les zones sahariennes dès la plus haute Antiquité, notamment en Libye et au Maroc. Le sénateur romain Caton l'Ancien décrit, dans De agri cultura, le rôle de l'âne dans l'espace méditerranéen sous l'Empire romain, et en particulier à Carthage : soixante hectares de culture d'olives requièrent quatre ânes, trois pour amener la manure dans le sol, et un pour faire fonctionner le pressoir ; 25 hectares de vigne demandent deux ânes pour labourer. L'œuvre d'Apulée, Métamorphoses, fournit aussi de précieux renseignements quant aux usages antiques de l'âne en Afrique du Nord, notamment le portage du bois et celui des denrées à vendre sur le marché. Il est vraisemblable que des spécialistes de médecine équine aient exercé à Carthage dès le IVe siècle av. J.-C.. Des restes d'ânes ont été retrouvés sur le site de Carthage, et datés du Ier siècle au IVe siècle, : ils comptent parmi les plus anciennes preuves archéologiques de la présence de l'âne dans le Maghreb.

### Moyen Âge
L'érudit berbère zénète Abu Yazid (873-947), qui combat les Fatimides et dispose d'une administration bien organisée, était surnommé « l'homme à l'âne ». L'islam interdit vraisemblablement la consommation de viande d'âne, si bien que les musulmans, aussi bien que les chrétiens pratiquants de Tunisie, en consomment vraisemblablement très peu. Ibn Battûta (1304-1377), originaire de l'actuel Maroc, note avec dégoût que la viande d'âne est consommée dans l'Empire du Mali. Cependant, au début du XVIe siècle, cette viande est vraisemblablement consommée par les nomades berbères mauritaniens.

### XIXesiècle

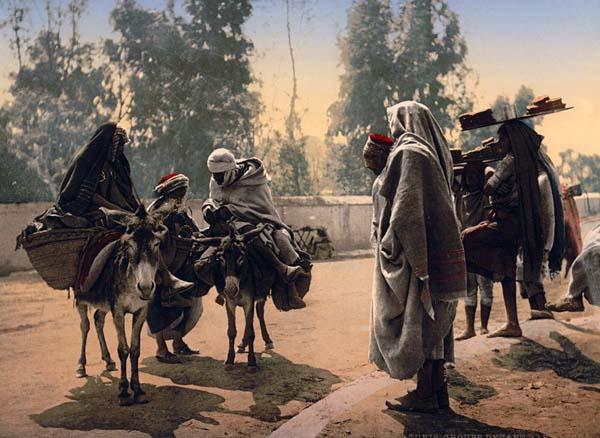
Photochrome d'habitants de Tunis avec leurs ânes en 1899.

En 1887, le naturaliste Jean-Marie de Lanessan décrit de très nombreux ânes :

« Les animaux les plus nombreux sont, sans contredit, les ânes. Il n'est peut-être pas une seule famille tunisienne, si pauvre soit-elle, qui n'ait un âne à sa disposition. Je ne crois pas être au-dessous de la vérité en estimant à un âne par cinq individus, soit à trois cent mille, le nombre total des ânes qui existent en Tunisie. Ce sont des animaux de très petite taille, mais robustes et plus sobres encore que le chameau, si la chose est possible. C'est à eux qu'incombent toutes les corvées domestiques, c'est avec eux que les femmes vont chercher de l'eau aux puits, que les hommes portent au marché leurs denrées, ce sont eux qui transportent au village tous les produits des jardins et des champs, le maïs, la luzerne pour les moutons et les bœufs, le blé et l'orge qui viennent d'être moissonnés, c'est à eux encore que revient le soin de transporter le matériel restreint des ménages qui émigrent. L'âne est, enfin, le coursier des gens pauvres »

— Jean-Marie de Lanessan, La Tunisie.
L'apogée de l'âne en Tunisie remonte en effet à la fin du XIXe siècle, différentes sources coloniales faisant état d'un cheptel de 800 000 têtes, tout particulièrement dans les régions montagneuses du Nord-Ouest, du Centre et du Sud, dont les terres sont moins fertiles.

### XXeetXXIesiècles

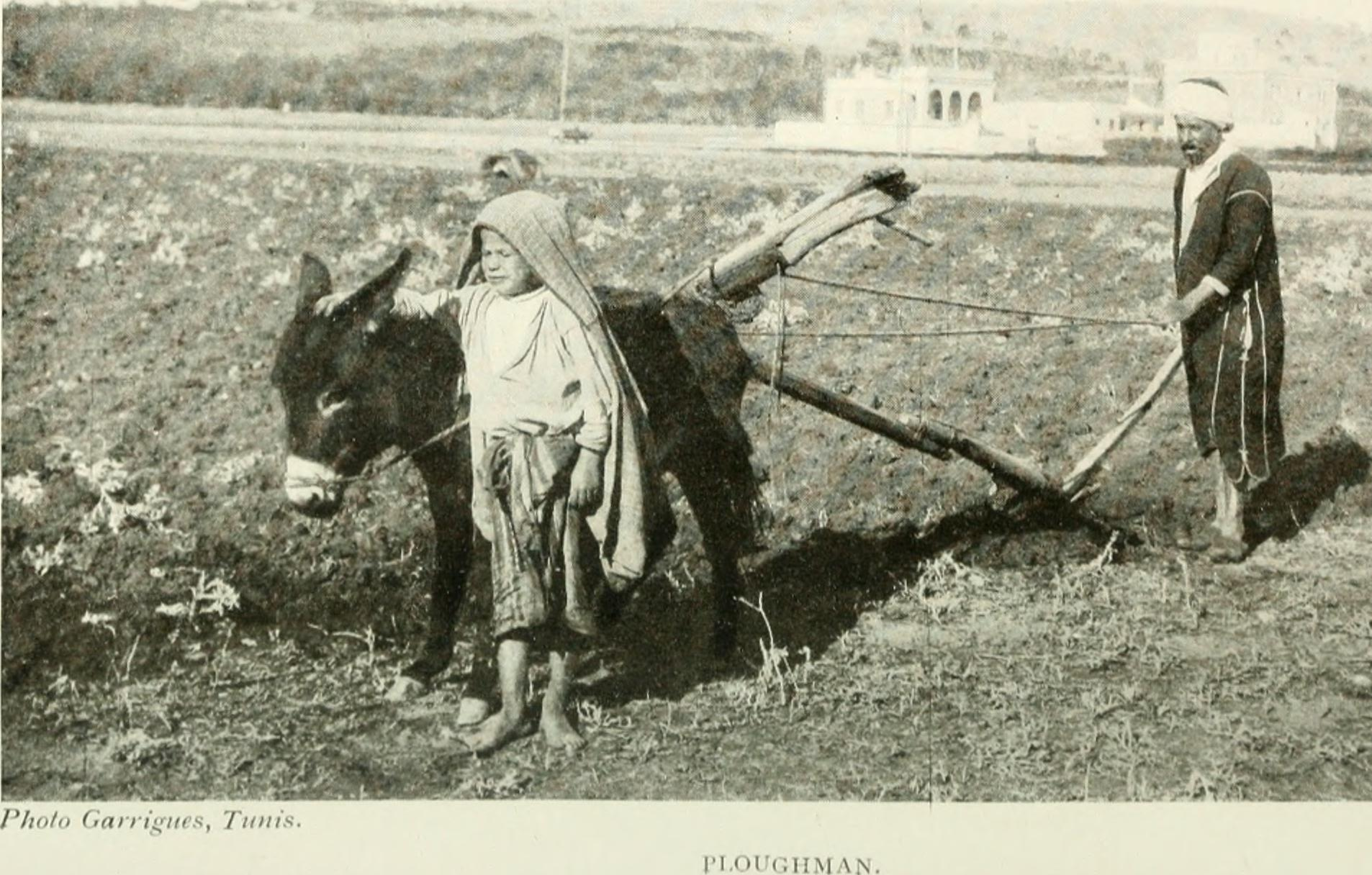
Traction de l'araire avec un âne, près de Tunis, en 1906.

L'administration française s'intéresse à l'élevage du mulet pour fournir l'armée, et envoie des baudets de races françaises en station dans divers centres d'élevage, notamment des Pyrénéens, Catalans et Savoyards. Des essais de reproduction contrôlée sont menés à Sidi Thabet, où sont importées des ânesses catalanes à partir de 1938, à la base du développement d'un élevage asin. L'âne catalan est réputé pour être facilement acclimaté à la Tunisie, au contraire de l'âne du Poitou. La Statistique générale de la Tunisie d'Ernest Fallot, en 1931, recense 168 794 ânes appartenant aux Tunisiens, pour 2 388 appartenant aux Français.
L'âne subit ensuite un long déclin, étant considéré comme une relique du passé. Cependant, la population d'ânes a globalement augmenté entre 1966 et 1996, passant d'une estimation de 163 000 à environ 230 000 individus.
Dans les années 1990, l'éloignement de certaines écoles et l'absence de transports publics rendent l'utilisation de l'attelage ou de la monte d'ânes ou de dromadaires indispensable à la scolarisation. L'élevage d'ânes connaît aussi un renouveau spectaculaire pour les besoins de la contrebande. Dans les petites exploitations familiales tunisiennes, notamment à Sidi Abid (2002), les familles préfèrent acquérir un âne plutôt qu'un mulet ou un cheval, car l'animal assure une aide aux travaux paysans. Cependant, l'espace rural s'est globalement transformé depuis les années 1990, avec le passage du nomadisme au sédentarisme, et la disparition progressive des ânes et des mulets au profit de transports motorisés : voir ces animaux est désormais plus rare. De plus, une épizootie de grippe équine frappe le pays en 1998, notamment la région de Tozeur à partir de la fin du mois de janvier, et se propage en touchant indifféremment les chevaux, les mulets et les ânes.

## Pratiques et utilisations
L'âne joue toujours un rôle majeur dans le cadre des petites activités agricoles de transport, ou encore de travail du sol. Réputé pour sa sobriété et sa rusticité, il sert surtout aux Tunisiens les plus pauvres dans leurs déplacements ou pour le bât, avec un barda ou un zembil destiné au port des jarres à eau. L'accès à l'eau dans les régions pré-désertiques et de steppes peut rendre son usage indispensable : les zones de forage peuvent être distantes de plusieurs kilomètres des lieux d'habitation, et le transport de l'eau (en) s'effectue soit dans une charrette-citerne en fer-blanc montée sur deux roues, soit dans des jarres en forme d'amphores (ou plus récemment, des bidons à eau en plastique) remplies et ramenées à dos d'âne par les femmes. L'âne est de moins en moins utilisé dans les régions rurales, étant par exemple dévolu à l'aide durant la cueillette des olives, les transports quotidiens s'effectuant en voiture.

« Dans les oliveraies, des ânes chargés d'amphores sont lentement suivis par des femmes dont le costume, avec ses deux grandes fibules sur les drapés de l'épaule, rappelle trait pour trait les costumes des matrones romaines dont les statues ornent aujourd'hui le musée du Bardo à Tunis. »

— Annie Hubert, Le Pain et l'olive : aspects de l'alimentation en Tunisie, Paris, CNRS Éditions, 1984, 152 p. (ISBN 2-222-03442-6).
À Toujane, le traditionnel moulin à olives était autrefois actionné par des ânes ou de petits dromadaires qui mettaient en mouvement un socle de pierre d'environ 150 kilos.

Différentes utilisations de l'âne en Tunisie
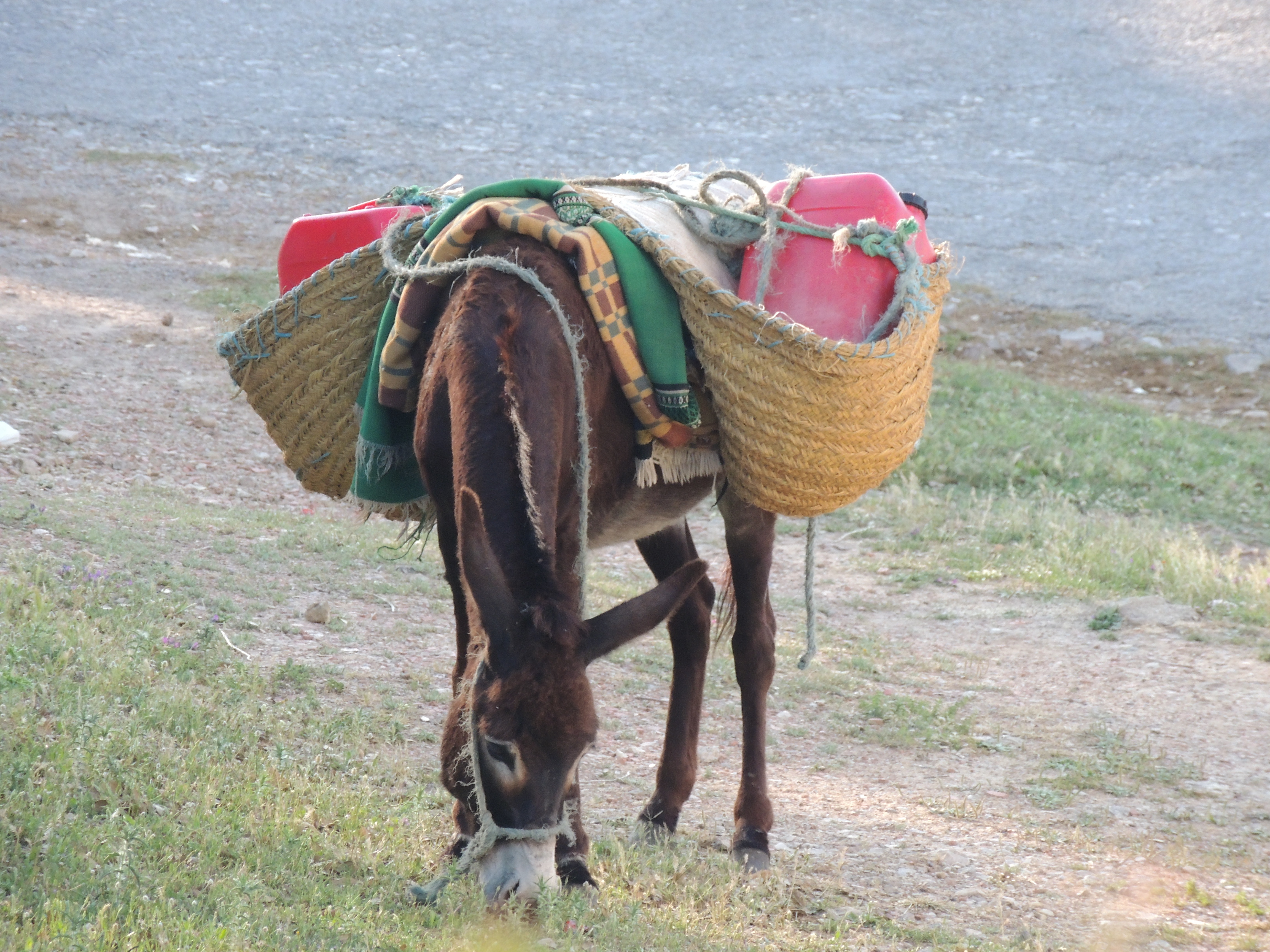
Portage d'eau (2015).
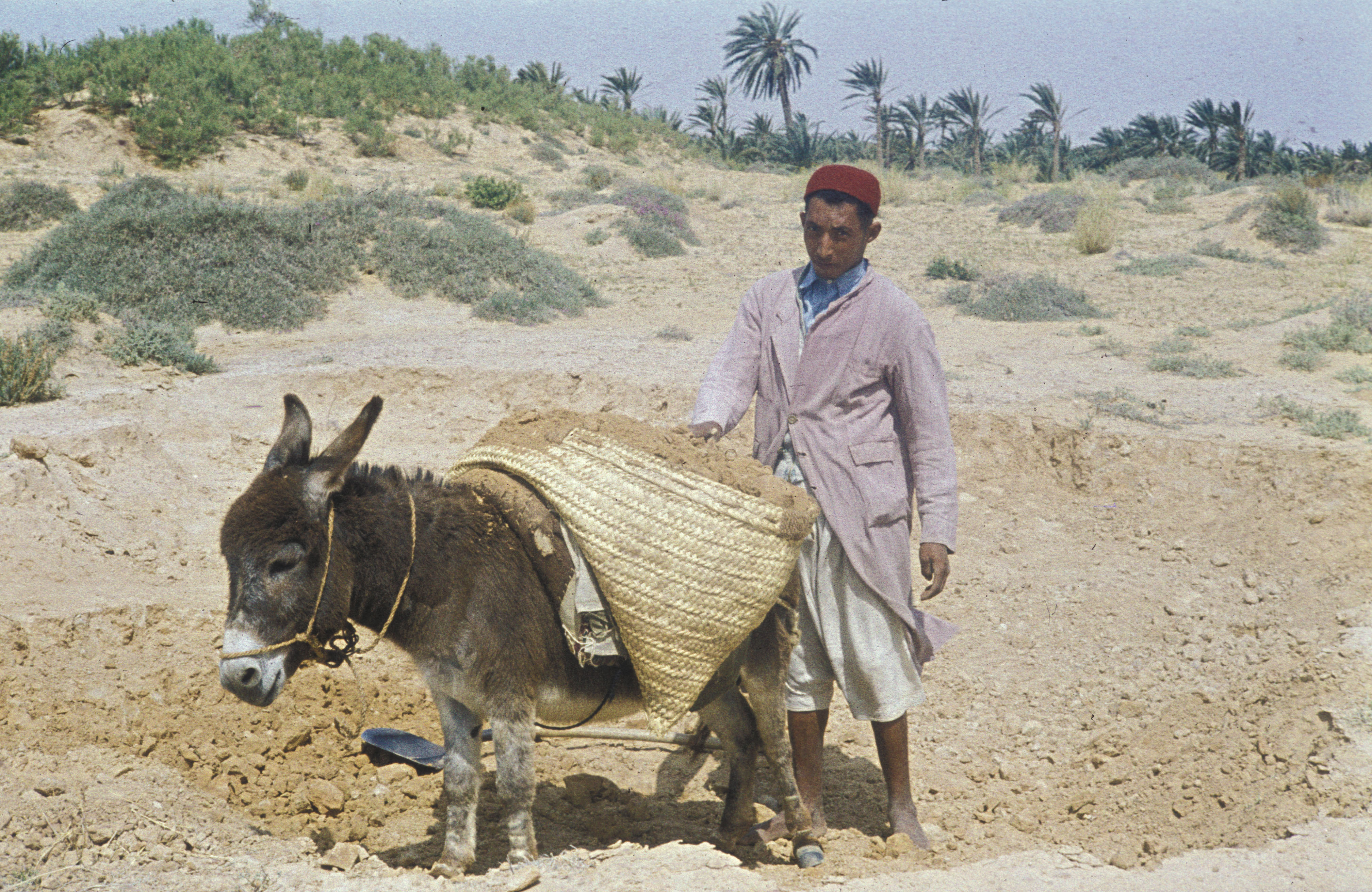
Portage d'argile (environs de Tunis, 1960).
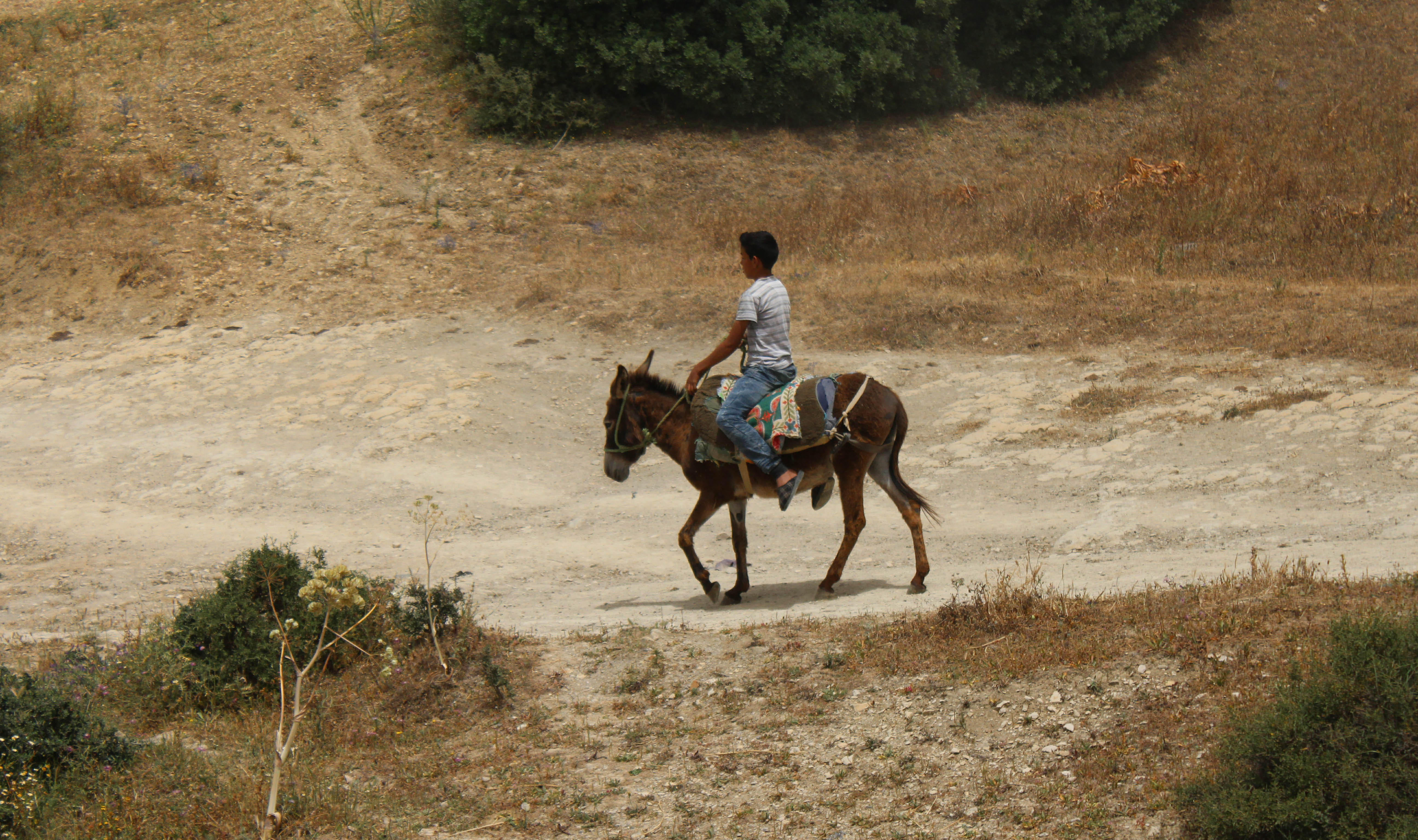
Monté pour un déplacement (Oued Zitoun (en), 2016).
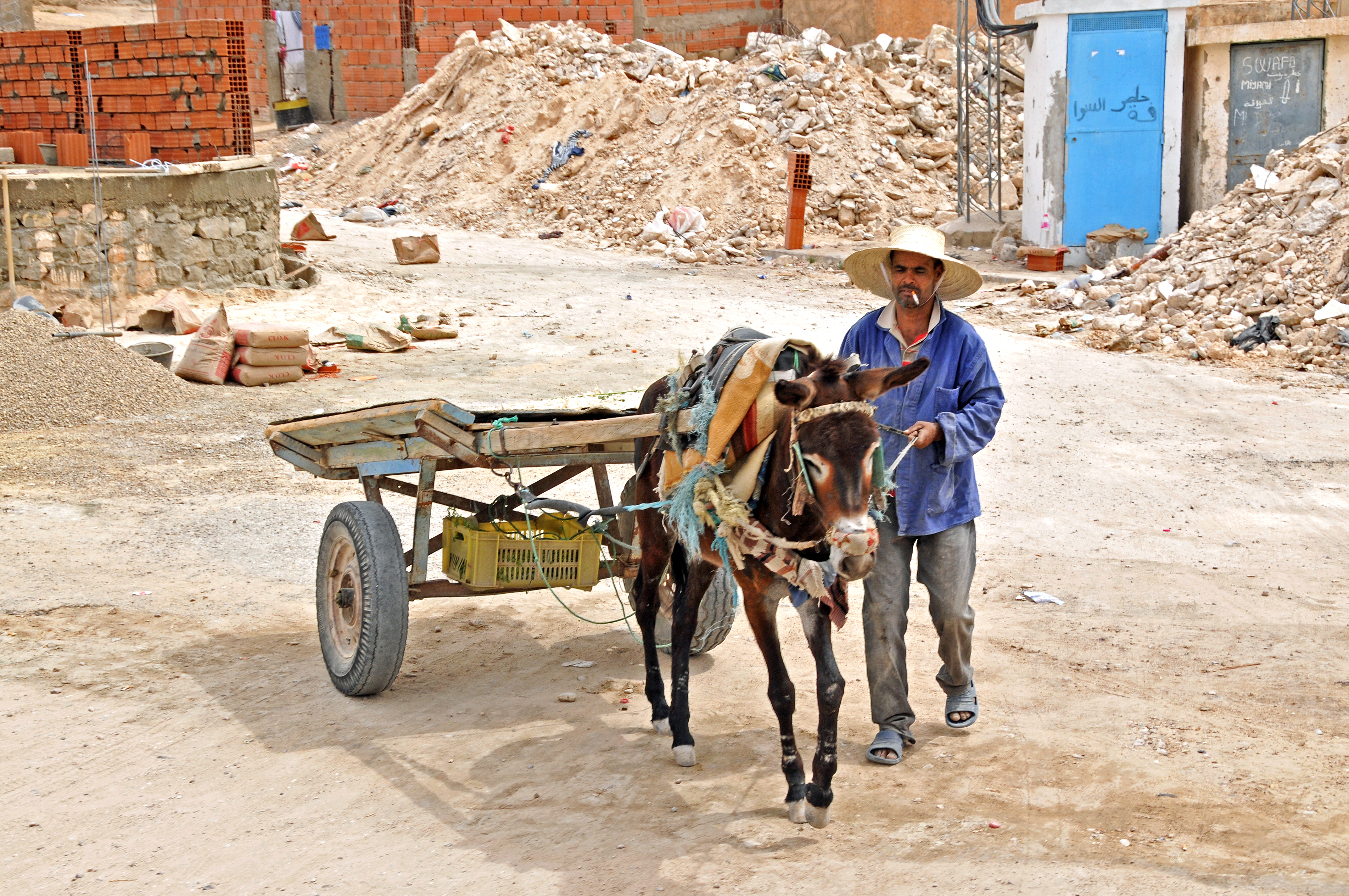
Attelé sur un chantier de construction (Métlaoui, 2012).

Les routes du Grand Sud tunisien (2004) peuvent être particulièrement éclectiques, voyant passer tous types de véhicules : vélos, mobylettes, voitures, taxis collectifs et charrettes à ânes. Les nomades du Grand Sud tunisien (1979) surnomment l'âne « dàb er-rezg », soit « bête de somme providentielle » : ils s'en servent pour tirer l'araire dans les ghaba (jardins), porter de l'eau ou du bois, accompagner les transhumances et les semailles. Il reste possible de voir de vieilles femmes voyager à dos d'âne dans le village de Tamezret (2011). Il reste aussi de nombreuses charrettes à ânes (2016) sur les îles Kerkennah.
Les mulets étaient traditionnellement dévolus aux mêmes tâches que les ânes.
L'École supérieure des industries alimentaires de Tunis souhaite promouvoir la production et la consommation de lait d'ânesse (2014), mais la réfrigération nécessaire à sa conservation constitue un problème majeur.

### Viande
La consommation de viande d'âne est controversée ; la plupart des Tunisiens affirment ne jamais en manger, mais la hausse du prix de la viande rouge (en 2012 et 2013 notamment) a probablement incité de nombreuses personnes à en consommer, en particulier durant le mois de ramadan, ce qui entraîne une flambée du prix des viandes,. D'après les déclarations de Mohamed Rabhi, directeur de la protection de la santé au sein du ministère tunisien de la Santé (en 2017), la vente de viande d'âne est parfaitement légale en Tunisie. Officiellement, la production annuelle des deux abattoirs tunisiens agréés pour les équidés serait de 2 000 tonnes de viande d'âne (en 2012). Cependant, officieusement, le nombre réel serait 30 000 ânes tués chaque année, le plus souvent pour alimenter des circuits frauduleux, principalement pour préparer des merguez ou du chawarma : la rareté des contrôles ne permet pas de connaître la destination des viandes frauduleuses. D'après Le Muslim Post, la viande de cheval serait considérée comme halal, alors que la viande d'âne est haram. Cette viande serait néanmoins beaucoup consommée dans les bidonvilles autour de Tunis.
Les fraudes alimentaires consistant classiquement à remplacer la viande de veau ou de bœuf par celle de l'âne, nettement moins chère, sont citées dès les années 1960. En août 2011, 600 kilos d'un mélange de viandes rouges contenant de l'âne, destiné à la Tunisie et la Libye, est saisi à Bir el-Ater. En avril 2013, quatre bouchers qui faisaient égorger dix ânes à l'abattoir municipal de Sousse pour vendre leur viande comme étant du cheval sont arrêtés. En mars 2015, un boucher du centre de Tunis est pris pour avoir vendu de la viande d'âne sous l'étiquette de viande bovine ou chevaline. Le 7 mai 2015, deux tonnes de viande d'âne destinées à la préparation de merguez, de hachés et de salami sont saisis à Tunis. Le 7 septembre 2017, 300 kilos de viande d'âne vendue comme veau sont saisis dans un club de nuit à Bab El Khadra ; de la viande d'âne frauduleuse destinée à la Chine est saisie le 25 octobre de la même année à l'abattoir municipal de Tunis. Une boucherie de la médina de Tunis est réputée (2017) pour vendre légalement de la viande d'âne et de cheval.

### Soins vétérinaires

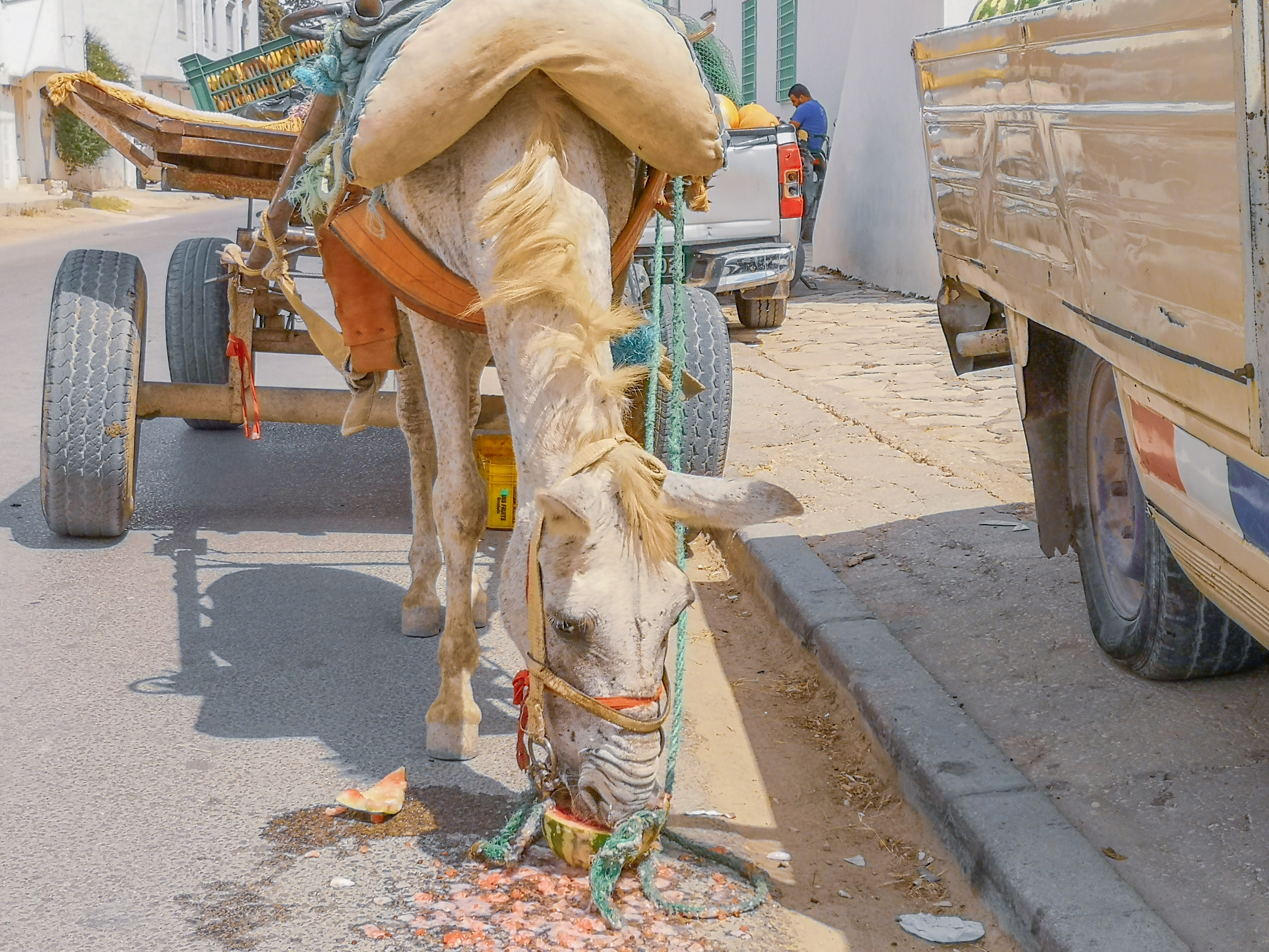
Mulet tunisien mangeant une pastèque au sol.

Les ânes tunisiens sont souvent négligés car la plupart des programmes de soins et de contrôle vétérinaires ciblent les chevaux. L'infestation par les Gasterophilus est par exemple un grave problème de santé vétérinaire, généralement négligé car les ânes ne reçoivent pas de traitements préventifs, et représentent de fait un important réservoir de parasites.
L'association SPANA (en) offre un soutien vétérinaire aux animaux de travail (en) tunisiens, dont les ânes. Plus anecdotiquement, cette même association a « prédit » les résultats de la coupe du monde de football 2018 à l'aide d'un « âne oracle (en) » qui choisit entre deux balles de foin portant un drapeau des pays concernés.

## Élevage

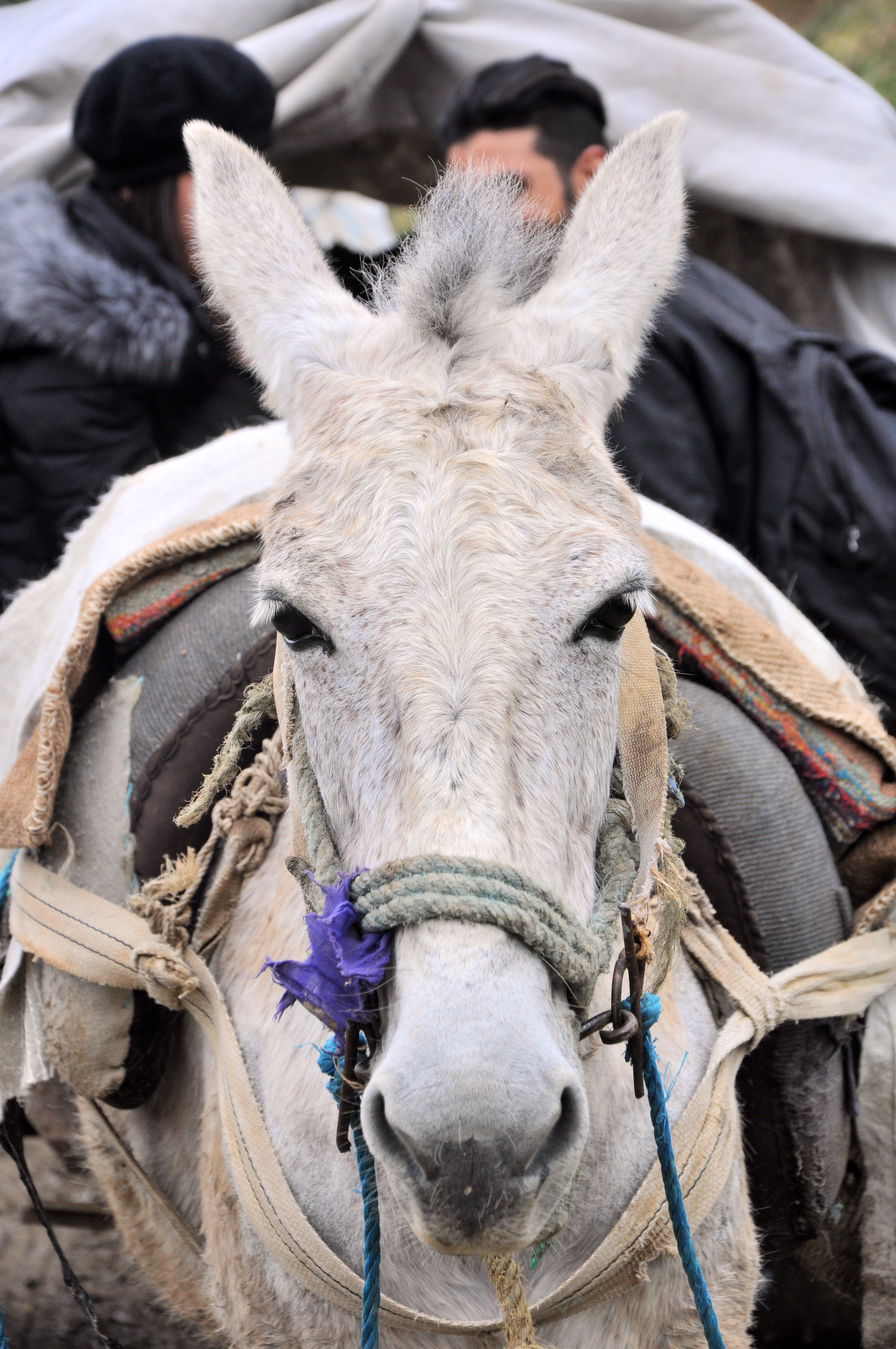
Tête d'un âne tunisien (vraisemblablement de race ou d'ascendance égyptienne) au travail.

En 2006, l'Observatoire national de l'agriculture estime la population d'ânes tunisiens à 123 067 têtes. La FAO estime une moyenne de 240 000 ânes sur la période 2006-2008, représentant 0,56 % de la population asine mondiale. L'ACAM a souligné en 2010 un risque de disparition de l'âne en Tunisie.
D'après le Dr vétérinaire Y. Denjean, ingénieur agricole colonial et directeur de l'établissement d'élevage de Sidi Thabet, en 1950, la majorité des ânes tunisiens sont de petite taille, dépassant rarement un mètre de haut. Ils présentent une grosse tête avec des ganaches importantes, des naseaux étroits, des hanches minces, et un petit œil. L'encolure est légère, le dos court, tranchant, la poitrine étroite, les membres sont grêles, à petits sabots. La robe est grise ou brune, le caractère très doux. Il cite aussi, dans le Sahel et le cap Bon, des ânes tunisiens plus grands, jusqu'à 1,30 mètre, croisés avec des baudets italiens, siciliens ou de Pantellaria, également utilisés pour donner des mulets. Enfin, à Djerba et dans les oasis du Sud, il cite des ânes de race égyptienne plus grands, à l'encolure plus longue, au dos étroit et à la robe claire.
| Année         | 1887      | 1931    | 1966      | 1996      | 2006                                                                      |
| ------------- | --------- | ------- | --------- | --------- | ------------------------------------------------------------------------- |
| Nombre d'ânes | ~ 300 000 | 171 182 | ~ 163 000 | ~ 230 000 | 123 067 (Observatoire national de l'agriculture) 240 000 (estimation FAO) |

Y. Denjean mentionne des mulets obtenus par accouplement du baudet local avec la jument barbe, de type léger, à conformation élégante et fine, à tempérament rustique et sobre. La mule a toujours une meilleure valeur marchande.
Une particularité du Nord-Est de la Tunisie (Ras Jebel, Raf Raf, Ghar El Melh, Sounine et Metline) est l'absence totale d'élevage d'ânesses et de juments, cette pratique faisant l'objet d'un tabou : seuls les mâles sont élevés. Ce tabou, qui touche aussi toute la Kabylie, est signalé dès le XIXe siècle.

## Maladies et parasitages
De nombreuses maladies et infestations par des espèces parasites sont susceptibles d'affecter les ânes tunisiens. Les infestations par des Gasterophilus, communes à d'autres pays, sont fréquentes en Tunisie, entraînant divers problèmes intestinaux dont le prolapsus rectal,. L'étude de 117 ânes abattus à l'abattoir de Tunis en 2014 et 2015 montre que les trois-quarts d'entre eux sont parasités par quatre espèces différentes de gastérophiles, dont la moitié par Gasterophilus intestinalis, tout particulièrement durant le mois d'avril ; une bonne part le sont par G. pecorum ; l'infestation par G. inermis se produit plus volontiers aux mois de novembre et de décembre ; enfin, plus rarement, G. nasalis a été retrouvé.
En 2010, le Staphylocoque doré (Staphylococcus aureus) a été retrouvé dans les sécrétions nasales d'âne tunisiens destinés à la consommation. S. delphini et S. pseudintermedius sont également retrouvés de façon fréquente chez ces ânes. L'examen, entre mars 2006 et juillet 2009, de 2 040 ânes abattus pour la consommation, montre que l'infestation par échinococcose cystique est présente dans 8,48 % des cas.

## Culture

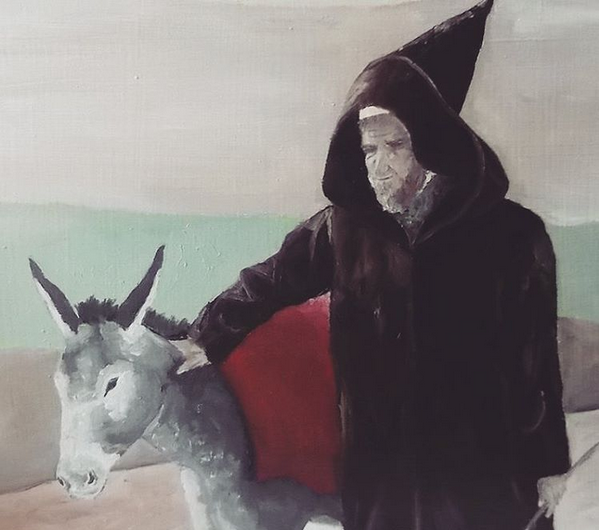
Peinture d'un Amazigh de Tunisie portant un burnous et de son âne.

Le mot en arabe tunisien pour désigner l'âne est bhim. L'âne est culturellement connoté de manière très négative, son nom étant équivalent à une insulte (en) pour désigner quelqu'un de bête et d'indécis. Ainsi le groupe Takriz, fondé en 1998 dans le but de « lutter contre la tyrannie et la censure d'Internet en Tunisie », est insulté régulièrement par les internautes tunisiens qui les qualifient de bhéyém (ânes) ou de châab bhim (peuple bête).
La fable de « l'âne terrifiant » raconte que des animaux virent pour la première fois un âne arriver dans la forêt, et en eurent peur ; le tigre, seul à ne pas être effrayé, tenta de l'attaquer mais reçut un coup de pied dans la mâchoire. Le singe, qui avait assisté à la scène, la répéta au lion qui règnait dans cette contrée, lequel se fit conseiller par le renard de fuir le plus loin possible avant d'être tué par l'âne. Dans l'un des contes populaires tunisiens, l'âne, méprisé par les autres animaux domestiques, cherche à se lier d'amitié avec la hyène, le loup et le renard, qui finalement le dévorent. Les contes juifs de Tunisie accordent une large place nettement plus positive à l'âne ; l'un de ces contes explique comment un Bédouin a insulté son âne de « Juif » en présence d'un Juif, qui a fait reconnaître ensuite l'animal comme étant son frère.
Anselm Turmeda a rédigé l'un de ses plus célèbres ouvrages, La Dispute de l'âne (en), en 1417 à Tunis. Ce livre consiste en un dialogue romanesque entre un homme de religion et un âne, qui s'échangent des arguments pour savoir si les animaux sont supérieurs aux humains ou inversement. En 1894 paraît Joies et tribulations d'un bourricot en Tunisie par Louise Rousseau : ce livre contient des illustrations de G. Betichon, montrant par exemple la peur de l'âne face à un ours ou les coups de bâton qu'il reçoit. Dans son roman La vieille dame de Djerba (1977) inspiré des contes juifs tunisiens, Joseph Joffo raconte l'histoire d'un vigneron dont l'âne ronge les branches mortes de sa vigne ; remarquant que les pieds concernés ont ensuite un bien meilleur rendement, il se met par la suite à les tailler, et la légende veut que ce soit grâce à un âne que le vin local soit meilleur.
La bande dessinée marocaine Des femmes et des ânes, qui dépeint des prédateurs sexuels sous les traits d'ânes (2019), devrait paraître en Tunisie ; par ailleurs, d'après son auteure Abla Alami, comme en Tunisie, le mot âne « est considéré comme l'insulte suprême par certains Marocains ».
Un artiste tunisien de Fouchana fabrique de petits ânes colorés en résine, avec des pompons de laine.